# Partito Popolare Sloveno (storico)
Il Partito Popolare Sloveno (in sloveno Slovenska ljudska stranka, acronimo SLS) è stato un partito sloveno attivo dal 1892 alla seconda guerra mondiale, poi attivo in esilio.

## Storia

### Nell'Impero Austro-ungarico

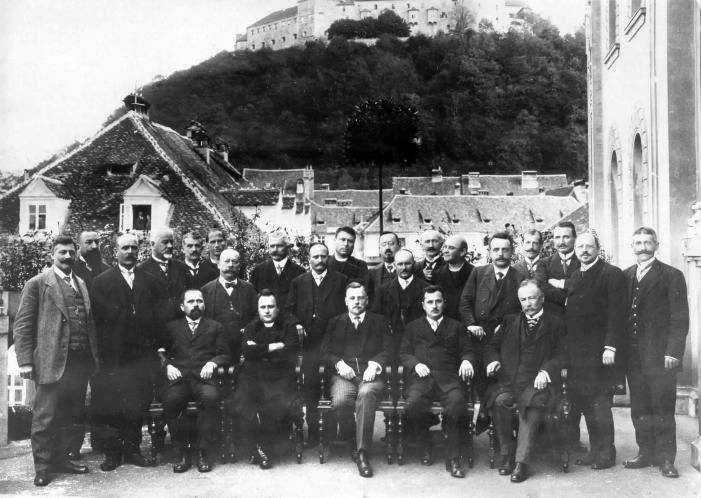
I deputati del Ducato di Carniola del Partito Popolare Sloveno eletti nel 1910. Al centro Ivan Šusteršič

Il Partito Popolare Sloveno è stato fondato nel 1892. Inizialmente come Partito Nazionale Cattolico (Katoliška narodna stranka). Guadagnò rapidamente una posizione dominante nel Ducato di Carniola.
Inizialmente, si trattava di un partito conservatore e cattolico, che promuoveva i valori tradizionali. Tuttavia, si è lentamente spostato verso questioni sociali a sostegno di operai e contadini.
Segno tangibile di questa evoluzione fu il cambiamento del nome del partito nel 1905 in Partito Popolare Sloveno.
Il suo leader era Ivan Šusteršič.
Nel partito emersero presto due correnti: quella conservatrice, che proclamava lealtà verso la monarchia asburgica, guidata da Šusteršič, e una più democratica, di carattere cristiano-sociale, guidata dal sacerdote Janez Evangelist Krek.
Nei primi anni del XX secolo, il partito si schierò a favore del suffragio universale organizzando anche manifestazioni.
Nelle prime elezioni generali del Reichsrat (Austria) del 1911, il Partito Popolare Sloveno ottenne una vittoria decisiva sui partiti rivali sloveni in Carniola.
Nonostante la sua lealtà a Vienna, il partito temeva la dominazione tedesca all'interno della monarchia austro-ungarica e sosteneva l'idea del trialismo - desiderando la creazione di una parte separata della monarchia, quella slava meridionale, sotto lo scettro degli Asburgo. Contava sul sostegno dell'erede al trono, l'arciduca Francesco Ferdinando d'Austria-Este. Nel 1912, al fine di aumentare il sostegno al trialismo, si fuse anche con il Partito Croato dei Diritti, ma l'unione si sciolse l'anno dopo.

### La nascita della Jugoslavia
Negli ultimi anni prima della prima guerra mondiale, emerse una spaccatura tra le ali del partito sulla questione balcanica: i sostenitori di Šusteršič presentavano una posizione anti-serba, mentre Krek e i suoi sostenitori presentavano una posizione filo-serba. Dopo lo scoppio della prima guerra mondiale, l'amministrazione di Vienna sostenne l'ala anti-serba. Tuttavia, a guerra in corso, l'ala filo-serba di Krek prese il sopravvento nel partito, sostenuta dal nuovo leader del partito, Anton Korošec.

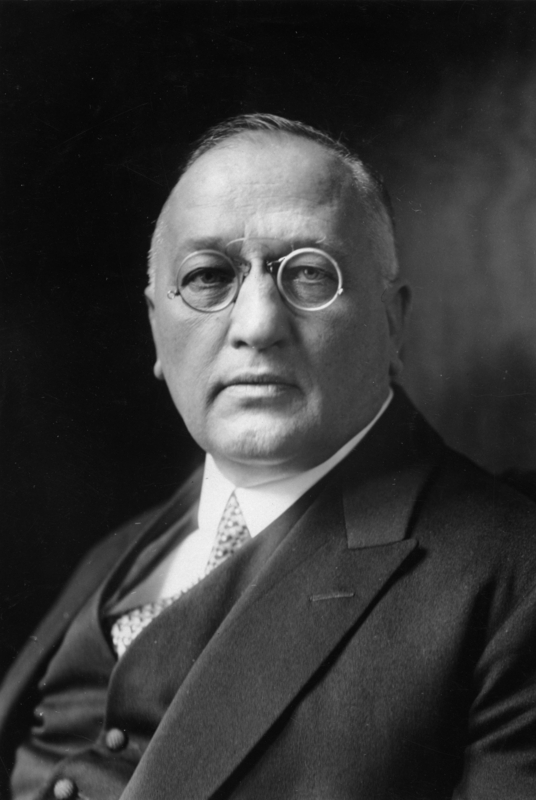
Anton Korošec fu dal 1917 fino alla morte nel 1940 il capo indiscusso del Partito Popolare Sloveno

Alla fine della prima guerra mondiale, quando l'imperatore Carlo d'Asburgo dichiarò riforme nell'Austria-Ungheria, che dovevano tenere conto degli interessi delle singole nazionalità, Korošec rispose a nome dei deputati dei partiti slavi meridionali, dichiarando la necessità di unire le terre delle monarchie abitate dagli slavi meridionali in un unico organismo statale sotto gli Asburgo.
A metà agosto 1918 fu istituito in Slovenia il Comitato nazionale, che associava i tre maggiori partiti politici del paese, guidati da Korošec.
Nell'ottobre 1918, a causa del crollo dello stato austro-ungarico, Korošec assunse la presidenza del Consiglio nazionale degli sloveni, croati e serbi, il cui scopo era quello di creare uno stato slavo meridionale indipendente. Alla fine di ottobre, il Consiglio ha annunciato la creazione di uno Stato degli Sloveni, Croati e Serbi. In novembre, Korošec rappresentò il Consiglio nei colloqui con il governo serbo e il Comitato jugoslavo, che portarono alla creazione del Regno dei Serbi, Croati e Sloveni il 1º dicembre 1918. Il leader dell'SPL Korošec divenne vice primo ministro nel primo governo del nuovo stato
Nel periodo tra le due guerre, il Partito popolare sloveno rimase sempre il partito più forte in Slovenia
Nelle prime elezioni parlamentari del 1920 ottenne 27 seggi (sesto come preferenze tra i partiti politici partecipanti e il migliore tra i partiti sloveni).
Negli anni '20, il partito manovrava tra le parti in Parlamento sull'assetto dello stato: unionisti e federalisti, mentre il programma di partito prevedeva la garanzia dell'autonomia economica, politica e culturale della Slovenia.
Dopo la messa al bando del Partito Contadino Repubblicano Croato, che sosteneva il federalismo, il Partito Popolare Sloveno insieme ad altri partiti del regno formò il Blocco di opposizione che all'inizio del 1925 vinse 151 seggi alle elezioni parlamentari, impedendo ai sostenitori del centralismo di governare da soli.
Nel 1927, quando il Partito dei contadini croati, che nel frattempo era stato legalizzato, ruppe la cooperazione con il governo, il Partito popolare sloveno prese il suo posto nella coalizione di governo. modificando parzialmente il suo programma. Dopo l'attentato del 30 giugno 1928, che uccise il leader del Partito dei contadini croati, Stjepan Radić Korošec divenne anche primo ministro.
All'inizio del 1929, il re Alessandro I di Jugoslavia organizzò un colpo di stato, introdusse la dittatura e sciolse tutti i partiti politici in Jugoslavia.
Gli attivisti del partito non furono coinvolti nel nuovo governo a sostegno del re e del governo, ma Korošecne entrò a far parte su nomina del re.
Con il tempo, il partito guidato da Korošec si schierarò nuovamente con l'opposizione: quando nel 1932 i politici della coalizione associata attorno al Partito dei contadini croati adottarono i "Punti Zagabria", che contestavano la dittatura reale e chiedevano un sistema federale, furono seguiti dai politici del Partito popolare sloveno, che annunciarono i "Punti di Lubiana" ancora più estesi. Il regime rispose con la repressione contro l'opposizione, e Korošec, insieme ad altri politici sloveni, fu internati sull'isola di Lesina.
Nel 1936, Milan Stojadinović divenne primo ministro, e raggiunse un accordo con parte dell'opposizione, compreso il Partito Popolare Sloveno. che entrò a far parte di un nuovo partito filogovernativo, l'Unione radicale jugoslava, organizzato da Stojadinovic. Korošec, già membro del comitato esecutivo del partito, nel 1936 ne divenne vicepresidente, guidò anche la Banovina della Drava, e dal 1935 al 1938 fu Ministro degli Affari Esteri.

### La seconda guerra mondiale
Il crollo definitivo della SPL avvenne durante la seconda guerra mondiale. Nel dicembre 1940, Korošec morì, e il suo successore Franc Kulovec morì il 6 aprile 1941 durante un raid aereo tedesco su Belgrado. Alcuni dei leader del partito, come Miha Krek, andarono in esilio. Altri rimasti nel paese, come Marko Natlačen, collaborarono con gli occupanti. Ciò ha portato ad un declino della popolarità del partito. Nel 1945, Josip Broz Tito bandì il partito che sopravvisse solo in esilio.

### L'eredità
Nel 1992, il nome del Partito Popolare Sloveno è stato adottato da uno dei nuovi partiti nati nella Slovenia indipendente a seguito della dissoluzione della Repubblica Socialista Federale di Jugoslavia. Ciò provocò una disputa con i Democratici Cristiani Sloveni, che si consideravano gli eredi dell'SPL e si erano fusi con gli epigoni del partito prebellico che operava in esilio.

### Presidenti del Partito Popolare Sloveno
| Presidenti del Partito Popolare Sloveno | Presidenti del Partito Popolare Sloveno | Presidenti del Partito Popolare Sloveno | Presidenti del Partito Popolare Sloveno                       | Presidenti del Partito Popolare Sloveno | Presidenti del Partito Popolare Sloveno | Presidenti del Partito Popolare Sloveno |
| Nominativo                              | Nominativo                              | Partito                                 | Partito                                                       | Mandato                                 | Mandato                                 |                                         |
| Nominativo                              | Nominativo                              | Partito                                 | Partito                                                       | Inizio                                  | Fine                                    |                                         |
| --------------------------------------- | --------------------------------------- | --------------------------------------- | ------------------------------------------------------------- | --------------------------------------- | --------------------------------------- | --------------------------------------- |
|                                         | Ivan Šusteršič                          |                                         | Partito Nazionale Cattolico dal 1905 Partito Popolare Sloveno | 1892                                    | 1917                                    |                                         |
|                                         | Anton Korošec                           |                                         | Partito Popolare Sloveno                                      | 1917                                    | 1940                                    |                                         |
|                                         | Franc Kulovec                           |                                         | Partito Popolare Sloveno                                      | 1940                                    | 1941                                    |                                         |
|                                         | Marko Natlačen                          |                                         | Partito Popolare Sloveno (sotto regime di occupazione)        | 1941                                    | 1942                                    |                                         |
|                                         | Miha Krek                               |                                         | Partito Popolare Sloveno (in esilio)                          | 1941                                    | 1969                                    |                                         |